# Ciocănești (Dâmbovița)
Ciocănești è un comune della Romania di 5 001 abitanti, ubicato nel distretto di Dâmbovița, nella regione storica della Muntenia.
Il comune è formato dall'unione di 5 villaggi: Ciocănești, Crețu, Decindea, Urziceanca, Vizurești.